# Куанг Нгай (провинция)
Куанг Нгай (на виетнамски: Quảng Ngãi) е виетнамска провинция разположена в регион Нам Чунг Бо. На север граничи с провинция Куанг Нам, на юг с провинция Бин Дин, на изток с Кон Тум, а на изток с Южнокитайско море. Намира се на 883 km южно от столицата Ханой и на 838 km северно от Хошимин. Населението е 1 261 600 жители (по приблизителна оценка за юли 2017 г.).
По време на Виетнамската война Куанг Нгай е твърдината на комунистическата съпротива. През 1968 тук става известното Клане в Ми Лай, при което американски военни части избиват около 500 мирни жители (основно жени и деца) под претекст, че помагат на Северен Виетнам.

## Административно деление
Провинция Куанг Нгай се състои от един самостоятелен град Куанг Нгай и тринадесет окръга:
- Ба То
- Бин Сон
- Дук Фо
- Мин Лонг
- Мо Дук
- Нгия Ан
- Сон Ха
- Сон Тай
- Сон Тин
- Тай Ча
- Ча Бонг
- Ту Нгия
- Ли Сон (островен окръг)